# Луковский марш
Луковский марш (болг. Луковмарш) — публичное мероприятие болгарских ультраправых, посвящённое памяти генерала Христо Лукова. С 2003 ежегодно проводится в февральские дни. Имеет форму факельного шествия. Является консолидирующей акцией крайних националистов и неофашистов Болгарии.

## Идейно-политические истоки
Генерал Христо Луков в 1935—1938 был военным министром Болгарии, в 1932—1938 возглавлял Союз болгарских национальных легионов. В последние годы жизни он являлся лидером болгарских крайне правых сил, активным союзником Третьего рейха, выразителем пронацистской тенденции. Убит коммунистическими боевиками 13 февраля 1943.
Даже во времена НРБ в болгарском обществе существовали элементы, ориентированные на наследие легионов и почитавшие Лукова (хотя такие настроения жёстко подавлялись). В ещё большей степени эта тенденция сохранилась в болгарской антикоммунистической эмиграции. После 1989 в Болгарии возникли политические организации, позиционирующие себя как продолжатели легионерского движения.

Христо Луков был твёрдым националистом. Союз болгарских национальных легионов крайне националистическая организация. Посмотрите внимательно на идеологию легионеров — они антисемиты и сторонники Третьего рейха. С другой стороны, они любят всё болгарское… Это «болгарское третье поколение», люди типа Ивана Дочева… Кроме того, трагическая смерть генерала. Христо Луков является жертвой коммунистов. Представьте себе возможную интерпретацию с 1989 года — коммунисты были на другой стороне баррикад, их действия осуждены, и теперь генерал Луков снова выдвинулся как «патриот».

Николай Поппетров, болгарский историк

К середине 2000-х они достаточно укрепились и консолидировались для проведения регулярных массовых акций. Более всего этому способствовало распространение ксенофобии, межнациональная напряжённость с цыганской общиной, протест против принудительной политкорректности, национал-популизм, антикоммунизм как отвержение правящей элиты, происходящей из номенклатуры НРБ. Христо Луков в этом контексте воспринимается как олицетворение болгарской воинской традиции и патриотизма, убитый врагами нации.

## Устроители марша
Организаторами Луковского марша выступают следующие структуры
- ВМРО — Болгарское национальное движение

- Болгарская национал-радикальная партия (БНРП)

- Болгарский национальный союз (БНС)

- возрождённый Союз болгарских национальных легионов

- «Национальное сопротивление»

- Союз репрессированных в Болгарии после 9 сентября 1944

- Организация «Верность»

- Ассоциация «Сотрудничество за развитие»

- Содружество болгарских футбольных болельщиков

- Фан-клуб «Берое»

К ним также примыкают
- Болгарский демократический форум (БДФ)

- Болгарский национальный фронт (БНФ)

- Школа офицеров запаса — Патриотическая армия граждан

- болгарские группы Кровь и честь

Все эти организации стоят на позициях ультраправого национализма. Большинство из них враждебно настроены к неславянским национальным меньшинствам и нехристианским конфессиям. Категорически отвергают политкорректность и толерантность. Они также резко враждебны политической элите, утвердившейся у власти после 1989 года — как происходящей из Комитета госбезопасности, аппарата БКП и хозяйственного управления НРБ.

## Проведение акций
Луковский марш проводится в Софии в дни, приуроченные к 13 февраля — дате гибели Христо Лукова. Он представляет собой траурное факельное шествие. Началом обычно является православная церковная служба в память о жертвах коммунизма. Далее участники маршируют к мемориалу Неизвестного солдата, где произносятся речи. Завершается акция митингом на улице Тракия у дома № 1 — места гибели Лукова, где решением муниципалитета установлена мемориальная доска. Исполняется траурный марш, гимн Болгарии, зажигаются свечи, проводится минута молчания.
Первый Луковский марш состоялся 13 февраля 2003 — в 60-ю годовщину убийства Христо Лукова. Венки к месту гибели возложили ветераны легионов. В 2005 во главе марша шла внучка генерала Лукова Линда. Количество участников не превышало 300 человек.
В 2006 к мероприятию подключилась Школа офицеров запаса. Произнёс речь Никола Рухчев — бывший полковник, служивший под командованием Лукова. Участвовали представители иностранных ультраправых, в том числе германские национал-демократы и испанские фалангисты. В марше 2007 принимали участие уже более 500 человек.
В 2008 Луковский марш состоялся 9 февраля. Мероприятие начиналось в соборе Света неделя, месте коммунистического теракта 1925. Впервые в шествии участвовал военный оркестр 9-й бронетанковой бригады.
В 2009 ультралевые активисты покрыли краской мемориальную доску и стены луковского дома. В ответ националисты провели свою акцию — были вывешены многочисленные болгарские флаги. Среди иностранных гостей впервые присутствовали представители палестинских организаций.
В феврале 2010 меры против вандализма были приняты заранее — выставлены охранные патрули. В марше приняли участие до 600 человек. Попытки вандализма отмечались и в преддверии Луковского марша 12 февраля 2011.
Наиболее резонансный Луковский марш состоялся 18 февраля 2012. В этот день отмечалась также 139-я годовщина казни Васила Левски. Участвовало более тысячи человек. Скандировались лозунги «Ради Болгарии — свобода или смерть!», «Коммунистов — под суд!», «Македония — болгарская земля!» Выступали правонационалистические политики Симеон Костадинов (БНРП), Звездомир Андронов (БНС), Петр Нешев (Легионы, Союз репрессированных). В выступлении Костадинова содержался призыв продолжить борьбу генерала Лукова за «Болгарию национально сильную и социально справедливую».
В 2013 численность Луковского марша, по данным организаторов, достигала 2 тысяч.
Проведение Луковского марша 15 февраля 2014 было затруднено. Впервые с 2003 года муниципальные власти Софии, под давлением леволиберальной и международной общественности отказались согласовать мероприятие. Многие участники были задержаны полицией. Однако шествие и митинг на улице Тракия состоялись. Недовольство в этой связи было высказано со стороны МИД РФ, призвавшего болгарские власти наказать национал-радикалов и «впредь не допускать подобных шествий».
14 февраля 2015 года на Луковский марш в Софии вышли несколько сотен человек. Акцию осудили в официальных заявлениях дипломатические ведомства США и РФ. «Принципы свободы слова не должны быть использованы для распространения нетерпимости, ксенофобии или антисемитизма», — говорилось в сообщении американского посольства в Болгарии. В комментарии российского МИД, размещённом за несколько дней до мероприятия, Луковмарш был назван «опасным вызовом цивилизованным основам современного мироустройства».

## Противостояние и полемика
Левые и либеральные круги протестуют против Луковского марша. В 2012 протесты были направлены на имя премьер-министра Болгарии Бойко Борисова и кмета Софии Йорданки Фандыковой. Европейская сеть против расизма квалифицировала Луковский марш как «пропаганду расистских и неонацистских идей».
Принадлежность Луковского марша к ультраправым движениям Европы очевидна. Характерно, что организаторы софийских акций почти дословно повторяют тезисы итальянских неофашистских лидеров Стефано Делле Кьяйе и Марио Мерлино — о «Европе свободных наций против диктатуры евробюрократии». Однако сторонники марша и почитатели Лукова отрицают нацистский характер и объявляют генерала болгарским национальным героем. При этом они акцентируют актуальность своего движения для современной Болгарии, его национально-социальный характер:

Ответ на ярлыки «фашистов», «нацистов», «ксенофобов» будет у нас один: мы — Болгарские патриоты!.. Сколько бы наши оппоненты не называли демонстрантов «идиотами», «пьяницами и наркоманами», «криминальными элементами», правда совсем иная. В марше участвуют люди всех возрастов и социальных групп. Современники генерала и студенты идут плечом к плечу. Молодые семьи с детьми. Священники. Вместе идут сторонники различных футбольных команд, оставившие вражду во имя Болгарии. На Луковмарше мы видим и рабочих, и университетских профессоров. Потому что национальная идея проникла во все социальные и профессиональные слои болгарского народа.

Отношение к Луковскому маршу порождает острую полемику на всех уровнях болгарской политики.